# Buenaventura Solar
Buenaventura Solar; agente minero y político chileno. Nació en el partido de Coquimbo, valle del Elqui en 1803. Falleció en La Serena, en 1850. Hijo de Bernardo del Solar y Lecaros y doña Josefa Marín Esquivel. Todos sus hermanos fueron personajes públicos. Fue alcalde de La Serena en 1840.
Se dedicó a la minería en el norte del país. Administró el rico yacimiento de Tamaya y fue nombrado posteriormente Gobernador de Atacama (1838).
Elegido Diputado por La Serena en 1846, integró la Comisión permanente de Hacienda e Industria.